# Gary Chapman (író)
Gary Chapman (teljes nevén Gary Demonte Chapman) (China Grove, Észak-Karolina, 1938. január 10. –) amerikai író, párkapcsolati szakértő, házassági tanácsadó, Az öt szeretetnyelv (Five Love Languages) pár- és pszichoterápiai fogalom megalkotója.

## Életpályája
A Moody Bible Institute elvégzését követően az Illinois állambeli Wheaton College intézményében szerzett BA-végzettséget, majd a Wake Forest University-n MA-diplomát. Végül a Southwestern Baptist Theological Seminary keretében Master of Religious Education (M.R.E.) és doktori fokozatot szerzett.
1971 óta az Észak-Karolina államban található Winston-Salem városában a Calvary Baptist Church segédlelkésze.
Bel- és külföldi konferenciák rendszeres előadója a házasság, család és kapcsolatok témakörében. Tevékenységének köszönhetően a világ minden tájáról kap meghívást, így például Szingapúrból, Szaúd-Arábiából, Mexikóból és Hongkongból. 2016-ban meghívást kapott Magyarországra, ahol 2017 márciusában négy helyen volt hallható előadása: Pécsett, Debrecenben, Szegeden és Budapesten.
Leghíresebb könyvét, az Egymásra hangolva címűt közel negyven nyelvre fordították le.

## Magyarul megjelent művei

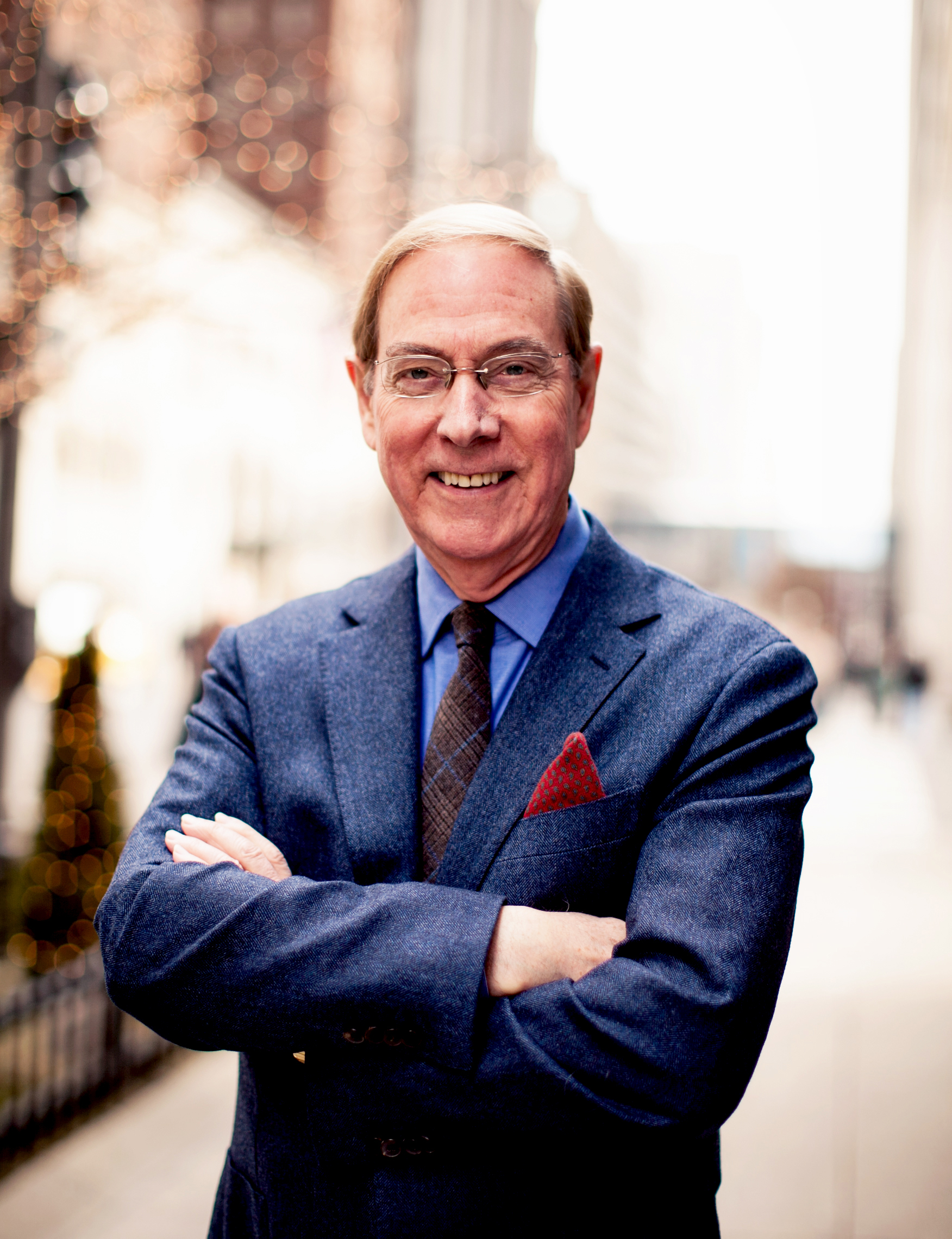
2013-ban

- A szerelem pszichológiája; fordította: Kállai Tibor; Network TwentyOne, Budapest, 1997 (Amerikai sikerkönyvek)
- A házasság pszichológiája; fordította: Komáromy Rudolf; Network Twentyone, Budapest, 2000 (Amerikai sikerkönyvek)
- Egymásra hangolva. Az öt szeretet-nyelv a házasságban; fordította: F. Nagy Piroska; Harmat, Budapest, 2002
- Családi összhangzattan. A családi harmónia öt jellemzője; fordította: Falus Eszter, versford. Fazekas Benedek; Harmat, Budapest, 2002
  - (A jól működő család 5 jellemzője címen is)
- Kamaszokra hangolva. A tinédzserek öt szeretet-nyelve; fordította: Péter Erika; Harmat, Budapest, 2003
  - (Az 5 szeretetnyelv. Kamaszokra hangolva. Szeresd feltétel nélkül! címen is)
- Gary Chapman–Ross Campbell: Gyerekekre hangolva. A gyerekek öt szeretet-nyelve; fordította: Péter Erika; Harmat, Budapest, 2003
  - (Az 5 szeretetnyelv. Gyerekekre hangolva. Szeresd úgy, hogy érezze! címen is)
- Szólóban. Az egyedülállók öt szeretetnyelve; fordította: Szabó Ágnes; Harmat, Budapest, 2005
  - (Az 5 szeretetnyelv. Szólóban. Egyedül, de nem magányosan címen is)
- A szeretet másik arca – a harag; fordította: Kárpátiné Smidróczky Éva; Harmat, Budapest, 2005
- Maradjunk együtt! Házassági krízisek megoldása; fordította: Gondáné Kaul Éva; Harmat, Budapest, 2007
- Kezdjük újra! Remény különélőknek; fordította: Soóki-Tóth Noémi; Harmat, Budapest, 2008
- Istenre hangolva. Isten szeretetnyelvei; fordította: Szabó Ágnes; Harmat, Budapest, 2008 adó, ISBN 9789639564930
- A szeretet esszenciája. Az öt szeretetnyelv ajándéka; fordította: Lehoczky Tünde; Harmat, Budapest, 2008
- A házasság négy évszaka; fordította: Mirnics Zsuzsanna; Harmat, Budapest, 2009
- Változzunk együtt!; fordította: Mirnics Zsuzsanna; Harmat, Budapest, 2009 ISBN 9789632880129
- Egymásra hangolva. Öt szeretetnyelv a házasságban. Férfi kiadás; fordította: F. Nagy Piroska; Harmat, Budapest, 2009
  - (Az 5 szeretetnyelv. Férfiaknak. Mitől lesz egy jó kapcsolat nagyszerű? címen is)
- Nyerő páros; fordította: Mirnics Zsuzsanna; Harmat, Budapest, 2009
- Segítség, szülők lettünk!; fordította: Mirnics Zsuzsanna; Harmat, Budapest, 2010, ISBN 9789632880440
- Gary Chapman–Jennifer Thomas: Ha nem elég a "sajnálom". A bocsánatkérés öt nyelve; fordította: Kolláth Edina; Harmat, Budapest, 2010, ISBN 9789632880501
- Gary Chapman–Catherine Palmer: Parázsló ősz; fordította: J. Füstös Erika; Harmat, Budapest, 2011
- Végre egy nyelvet beszélünk. Kommunikáció és intimitás a házasságban; fordította: Cseke Zsuzsa Anikó; Harmat, Budapest, 2011
- A szeretet mint életforma; fordította: Nemes Krisztina; Harmat, Budapest, 2011, ISBN 9789632880631
- Gary Chapman–Catherine Palmer: Nyári szellő; fordította: J. Füstös Erika; Harmat, Budapest, 2011, ISBN 9789632880570
- Gary Chapman–Catherine Palmer: Tavaszi történet; fordította: J. Füstös Erika; Harmat, Budapest, 2011, ISBN 9789632880563
- A szeretet mindent legyőz. Történetek a szeretet hatalmáról; fordította: Hamerli Nikolett; Harmat, Budapest, 2012, ISBN 9789632880884
- 12 dolog, amit jó lett volna tudni az esküvőm előtt; fordította: Szilágyi Zsófia; Harmat, Budapest, 2012, ISBN 9789632881201
- Gary Chapman a szeretetről; Harmat, Budapest, 2012, ISBN 9789632881294
- Gary Chapman–Paul White: A munkahelyi elismerés 5 nyelve. Útmutató az eredményes, személyre szabott motiváció gyakorlatához; fordította: Abrudán Katalin; Harmat, Budapest, 2012, ISBN 9789632881362
- Gary Chapman–Catherine Palmer: Télre tavasz; fordította: J. Füstös Erika; Harmat, Budapest, 2012
- Chris Fabry–Gary D. Chapman: Parázs a hó alatt; fordította: Győri Katalin; Harmat, Budapest, 2012
- Az 5 szeretetnyelv. Istenre hangolva. Aki mindig közel van; fordította: Szabó Ágnes; 2. javított kiadás; Harmat, Budapest, 2015
- Az 5 szeretetnyelv. Férfiaknak. Mitől lesz egy jó kapcsolat nagyszerű?; fordította: F. Nagy Piroska, Miklya Anna; 2. átdolgozott kiadás; Harmat, Budapest, 2015 
  - (Egymásra hangolva. Öt szeretetnyelv a házasságban. Férfi kiadás címen is)
- Az 5 szeretetnyelv. Szólóban. Egyedül, de nem magányosan; fordította: Szabó Ágnes; 2. bővített kiadás; Harmat, Budapest, 2015
- Gary Chapman–Ross Campbell: Az 5 szeretetnyelv. Gyerekekre hangolva. Szeresd úgy, hogy érezze!; fordította: Péter Erika; Harmat, Budapest, 2015
  - (Gyerekekre hangolva. A gyerekek öt szeretet-nyelve címen is)
- Gary Chapman–Ross Campbell: Szülőfüggő fiatalok. Hogyan szeressük felnőtt gyermekünket?; fordította: Bratináné Lazányi Krisztina; Harmat, Budapest, 2015
- Az 5 szeretetnyelv. Egymásra hangolva. Az életre szóló szeretet titka; fordította: F. Nagy Piroska, Hamerli Nikolett; bővített, átdolgozott kiad.; Harmat, Budapest, 2015
- Az 5 szeretetnyelv. Kamaszokra hangolva. Szeresd feltétel nélkül!; fordította: Péter Erika; Harmat, Budapest, 2015
  - (Kamaszokra hangolva. A tinédzserek öt szeretet-nyelve címen is)
- A jól működő család 5 jellemzője; fordította: Falus Eszter, versfordítás: Fazekas Benedek; Harmat, Budapest, 2015
  - (Családi összhangzattan. A családi harmónia öt jellemzője címen is)
- Gary Chapman–Paul White–Harold Myra: Mérgező munkahelyek. Hogyan óvjuk meg testi-lelki épségünket a negatív környezetben; fordította: Tóth Zsuzsanna; Harmat, Budapest, 2016
- Gary Chapman–Arlene Pellicane: Netfüggő gyerekek. Hogyan teremtsünk egyensúlyt a virtuális és a valódi kapcsolatok között?; fordította: Szabadi István; Harmat, Budapest, 2016
- Életre szóló ígéretek pároknak. Bibliai gondolatok; fordította: Jávorné Barsi Boglárka; Harmat, Budapest, 2016
- Rick Osborne–Gary Chapman: Tökéletes pajtás; fordította: Gulyás Melinda, átdolgozta: Gál-Győri Márta; Harmat, Budapest, 2016
- Gary Chapman–Paige Haley Drygas: Az 5 szeretetnyelv titka fiataloknak; fordította: Illés Róbert; Harmat, Budapest, 2017
- Gary Chapman–Shannon Warden: 12 dolog, amit jó lett volna tudni, mielőtt szülők lettünk; fordította: Király Teodóra; Harmat, Budapest, 2017

### Egyéb
- Az öt szeretetnyelv. Gary Chapman: Egymásra hangolva c. műve alapján; összeállította: Dabóczi Kálmán, Dabóczi Veronika; MÉCS Családközösségek, Budapest, 2004
- Az öt szeretetnyelv. Gary Chapman: Egymásra hangolva c. műve alapján; összeállította: Dabóczi Kálmán, Dabóczi Veronika; 2. javított kiadás; MÉCS Családközösségek, Budapest, 2013